# Luxor
För andra betydelser, se Luxor (olika betydelser).
Luxor (arabiska: الأقصر, al-Uqsur) är en stad vid Nilen i mellersta Egypten. Den är administrativ huvudort för ett guvernement med samma namn och har cirka 220 000 invånare. I och kring Luxor finns flera stora turistmål som Luxortemplet, Karnak och Konungarnas dal.
I det forntida Egypten hette staden Thebe, och var då Egyptens politiska huvudstad under flera historiska perioder. Från och med det Nya riket (cirka 1550–1080 f.Kr.) var Thebe också rikets religiösa huvudstad.

## Klimat
Det regnar sällan i Luxor. Staden har mellan 0,0 och 0,8 millimeter regn per månad med ett genomsnitt av 1,5 mm regn per år.
Somrarna är heta och temperaturen når ofta 50 °C. I det närliggande Konungarnas dal har temperaturer på 57 °C uppmätts.
|                   | Jan | Feb | Mar | Apr | Maj | Jun | Jul | Aug | Sep | Okt | Nov | Dec |
| ----------------- | --- | --- | --- | --- | --- | --- | --- | --- | --- | --- | --- | --- |
| Medeltemperatur   | 14  | 16  | 20  | 26  | 30  | 32  | 32  | 32  | 30  | 27  | 20  | 16  |
| Högsta medeltemp. | 21  | 23  | 28  | 33  | 37  | 40  | 40  | 38  | 37  | 33  | 27  | 22  |
| Lägsta medeltemp. | 7   | 9   | 13  | 18  | 21  | 24  | 25  | 25  | 23  | 20  | 13  | 8   |
|                   |     |     |     |     |     |     |     |     |     |     |     |     |
| Nederbörd         | 0,0 | 0,1 | 0,0 | 0,0 | 0,1 | 0,0 | 0,0 | 0,0 | 0,0 | 0,8 | 0,1 | 0,0 |

| temperaturer i °C • månadsnederbörd i mm • Källa: World Climate Weatherbase |

## Transport
Luxor har en internationell flygplats, Luxors internationella flygplats.
En bro över Nilen öppnades 1998, några kilometer uppströms från centrala staden, och möjliggjorde därmed trafik mellan själva staden Luxor på den östra och den västra nilbanken med bland annat Konungarnas dal. Tidigare hade man enbart kunna korsa Nilen via ett antal färjeställen, vilka fortfarande existerar.
Man når även staden med tåg med flera avgångar per dag till ett flertal destinationer, bland annat till Kairo i norr och Assuan i söder.

## Platser i moderna Luxor
Östra stranden
- Luxortemplet
- Luxors internationella flygplats
- Karnaktemplet
- Luxor Museum
- Mumiemuseet
- Hotell Vinterpalatset

Västra stranden
- Konungarnas dal
- Drottningarnas dal
- Ramesseum (Minnestempel över Ramses II)
- Deir-el-Medineh (Arbetarnas by)
- Deir el-Bahri (Gravtempel för Hatshepsut, etc.)
- Malkata (Amenophis IIIs palats)
- Kom el-Hetan (Minnestempel för Amenophis III)

## Galleri

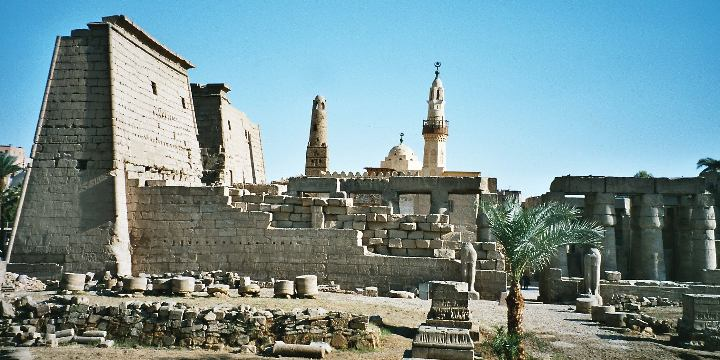
Luxortemplet
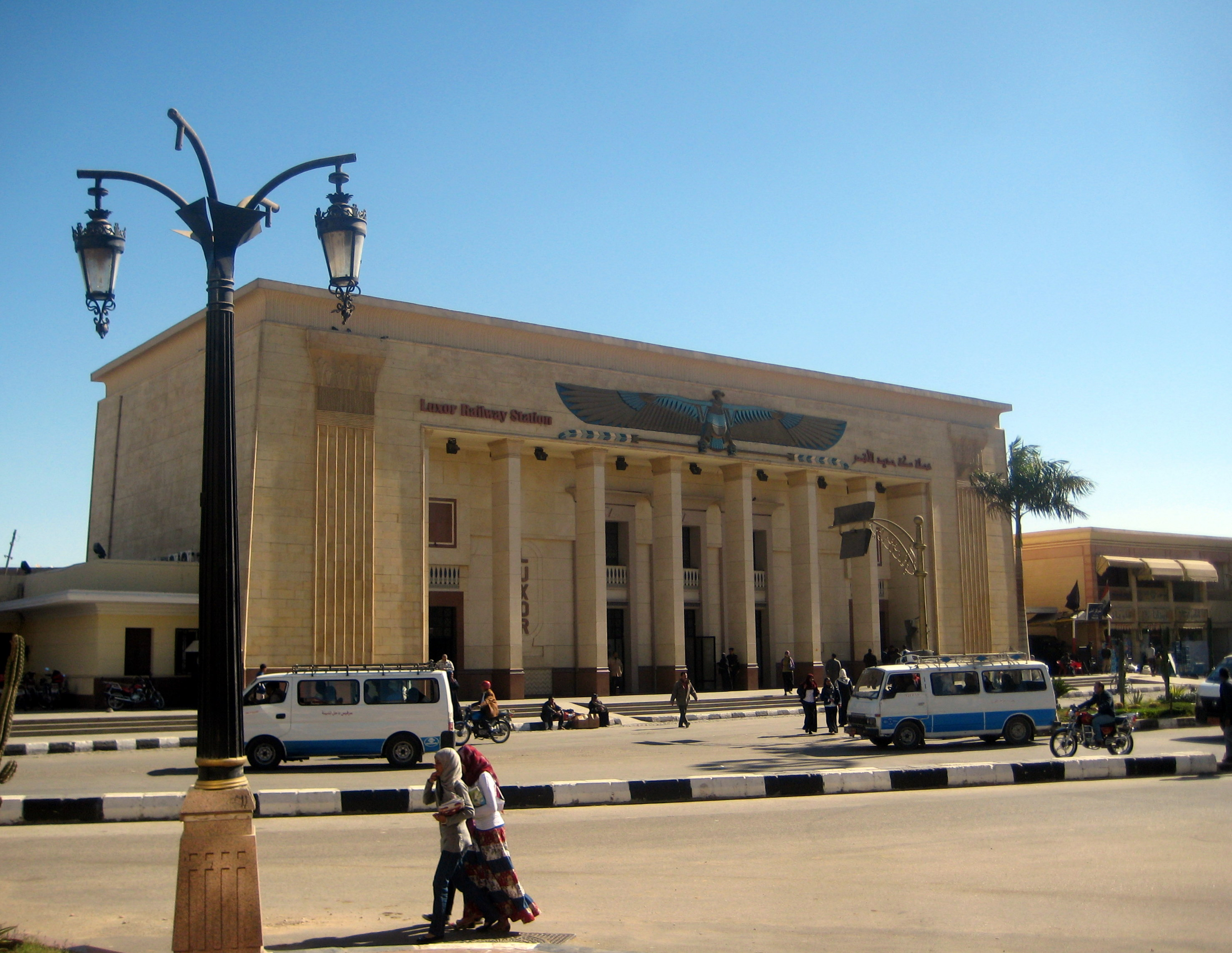
Luxor järnvägsstation
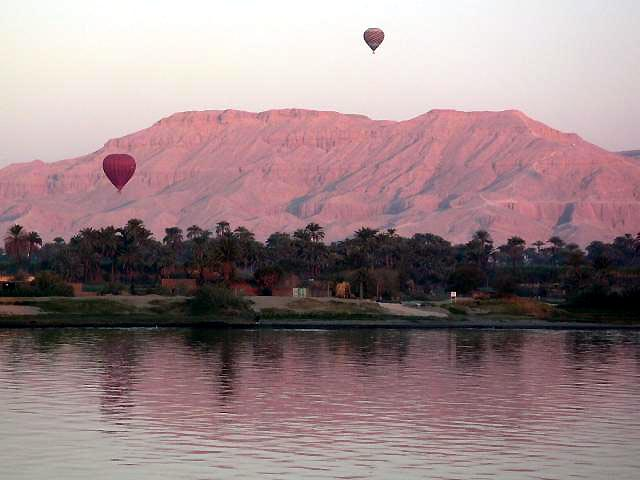
Luftballonger över västra Nilstranden
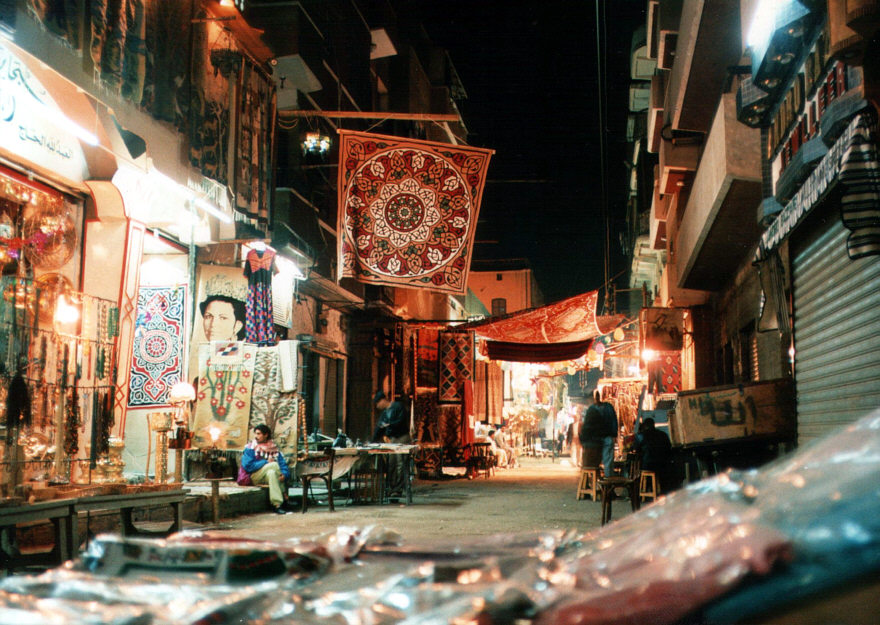
Marknad i Luxor
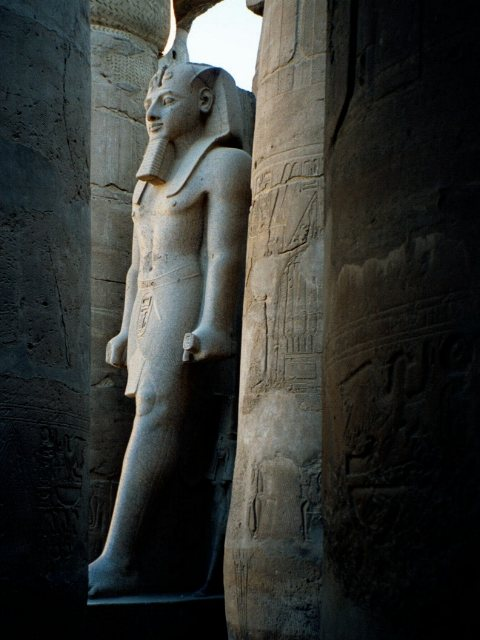
Staty i Luxortemplet
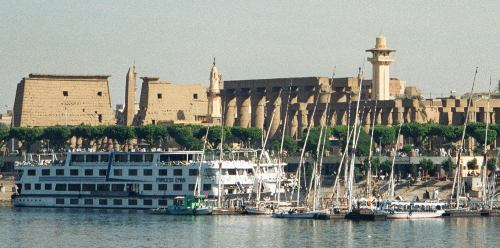
Panoramabild över Luxor